# 咸丰
咸丰（穆麟德轉寫：gubci elgiyengge；1851年—1861年）为清朝第九位皇帝清文宗奕詝的年号，前后共使用11年。咸豐與道光兩個年號常合稱為道咸。咸豐十一年十月九日清穆宗即位沿用，次年改元同治。

## 改元
- 道光三十年——正月，清宣宗去世。正月二十六日，清文宗奕詝即位，有詔明年改元咸豐。[2]
- 咸豐十一年——七月十七日，清文宗去世。七月二十九日，定明年年號祺祥。十月五日，定明年年號同治。十月九日，清穆宗載淳即位，有詔明年改元同治。[3]

## 公元纪年对照表
| 咸丰 | 元年   | 二年   | 三年   | 四年   | 五年   | 六年   | 七年   | 八年   | 九年   | 十年   |
| ---- | ------ | ------ | ------ | ------ | ------ | ------ | ------ | ------ | ------ | ------ |
| 公元 | 1851年 | 1852年 | 1853年 | 1854年 | 1855年 | 1856年 | 1857年 | 1858年 | 1859年 | 1860年 |
| 干支 | 辛亥   | 壬子   | 癸丑   | 甲寅   | 乙卯   | 丙辰   | 丁巳   | 戊午   | 己未   | 庚申   |
| 咸豐 | 十一年 |        |        |        |        |        |        |        |        |        |
| 公元 | 1861年 |        |        |        |        |        |        |        |        |        |
| 干支 | 辛酉   |        |        |        |        |        |        |        |        |        |

## 同期存在的其他政权年号
- 中國
  - 太平天國（1851年－1864年）：太平天国—洪秀全、洪天贵福之年号
  - 洪顺（1852年）：清朝时期—彭運洪之年号
  - 天德（1853年）：清朝时期—林恭之年号
  - 天德（1853年）：清朝时期—黃德美之年号
  - 天德（1853年）：清朝时期—林萬青之年號
  - 天运（1853年）：清朝时期—刘丽川之年号
  - 江漢（1854年－1855年）：清朝時期—楊龍喜之年號
  - 洪德（1855年－1864年）：大成国— 陈开、黄鼎凤之年号
  - 顺天（1859年－1862年）：清朝时期—李永和之年号
  - 江漢（1859年－1864年）：清朝时期—朱明月奉楊龍喜的年號
  - 天纵（1860年－1863年）：清朝时期—宋继鹏之年号
- 越南
  - 嗣德（1848年－1883年）：阮朝—翼宗阮福时之年号
- 日本
  - 嘉永（1848年－1854年）：孝明天皇之年號
  - 安政（1854年－1860年）：孝明天皇之年號
  - 万延（1860年－1861年）：孝明天皇之年號
  - 文久（1861年－1864年）：孝明天皇之年號
- 南洋
  - 蘭芳（1777年—1884年）：蘭芳共和國之年號

## 軼事
由於從咸豐年開始中國進入近代史，故此人們亦以「咸豐年前」來指年代久遠的事情。

## 深入閱讀
- 李崇智. . 北京: 中华书局. 2004年12月. ISBN 7101025129.
- 鄧洪波. . 臺北: 國立臺灣大學東亞經典與文化研究計劃. 2005年3月  [2007年3月10日]. ISBN 978-986-00-0518-9. （原始内容 (pdf)存档于2007年8月25日） （中文）.

| 前一年號： 道光 | 清朝年号 | 下一年號： 同治 |